# Lijst van jazzcomponisten
Dit is een lijst van jazzcomponisten, alfabetisch gerangschikt. Achter elke naam staat een (selectie van) bekende en/of belangrijke compositie(s) van de componist.

## A
- Nat Adderley — Work Song - Jive Samba
- Milton Ager — Ain't She Sweet
- Eden Ahbez — Nature Boy
- Fred Ahlert — Mean To Me
- Harry Akst — Am I Blue
- Ray Anthony — The Young Man With The Horn
- Harold Arlen — That Old Black Magic - One For My Baby - Over the Rainbow - Stormy Weather - As Long As I Live - Between The Devil And The Deep Blue Sea - Come Rain Or Come Shine - Easy Street - Get Happy - I've Got The World On A String - It's Only A Papermoon
- Gus Arnheim — Sweet And Lovely

## B
- Chet Baker — Look for the Silver Lining - The Thrill Is Gone - Daybreak
- Ray Barretto — El Watusi
- Harry Barris — Wrap Your Troubles In Dreams
- Count Basie — Blue And Sentimental - Jumpin' At The Woodside
- Art Blakey
- Rube Bloom — Fools Rush In
- Jerry Bock — Too Close For Comfort
- Luiz Bonfá — Black Orpheus
- Michiel Borstlap — Memory of Enchantment
- Irving Berlin — Remember - Always - The Best Thing For You - Blue Skies - Cheek To Cheek - How Deep Is The Ocean
- Jerry Brainin — The Night Has a Thousand Eyes
- Leslie Bricusse — Who Can I Turn To
- Nicholas Brodsky — Be My Love - I'll Never Stop Loving You
- Shelton Brooks — Some Of These Days
- Clifford Brown — Sandu - Daahoud - Joy Spring
- Nacio Herb Brown — You Stepped Out Of A Dream
- Dave Brubeck — Take Five - In Your Own Sweet Way - The Duke - Blue Rondo a la Turk
- Ralph Burns — Early Autumn
- Cliff Burwell — Sweet Lorraine

## C
- Hoagy Carmichael — Georgia On My Mind - Rockin' Chair - Skylark - Small Fry - Star Dust - Heart And Soul - The Nearness Of You
- Richard Carpenter — Walkin'
- Benny Carter — When Lights Are Low
- Charlie Chaplin — Smile
- Frank Churchill — Someday My Prince Will Come
- Roger Cicero — Männersachen - Beziehungsweise
- Buck Clayton — Swingin'Along On Broadway
- Cy Coleman — Witchcraft - Hey, Look Me Over - Blame It on Rio - Sweet Charity - Hey, Big Spender
- John Coltrane — Trane's Blues - Giant Steps - Cousin Mary - Naima - Impressions
- J. Fred Coots — You Go To My Head
- Jamie Cullum — Get your way - London Skies - Photograph - Nothing I do - Mind Trick - 21st Century Kid - 7 days to change your life - Back to the ground - My yard - Twentysomething - Next year - All at Sea

## D
- Tadd Dameron — Lady Bird
- John Dankworth — thema van De Wrekers, filmmuziek van Modesty Blaise (1966 film)
- Mack David — Candy
- Jimmie Davis — You Are My Sunshine
- Miles Davis — So What - All Blues - Four - Solar - Tune Up - Nardis - Seven Comes Eleven
- Barbara Dennerlein
- Matt Dennis — Violets For Your Furs - Will You Still Be Mine - Angel Eyes - Everything Happens To Me
- Paul Desmond
- Walter Donaldson — Makin' Whoopee - Yes Sir, That's My Baby - You're Driving Me Crazy
- Kenny Dorham — Blue Bossa - Fair Weather
- Vernon Duke — What Is There To Say - April In Paris - Autumn in New York - I Can't Get Started
- Eddie Durham — Topsy

## E
- Duke Ellington — Don't Get Around Much Anymore - I'm Beginning to See the Light - It Don't Mean A Thing (If It Ain't Got That Swing) - Caravan - Prelude to a Kiss - Satin Doll - Solitude - Sophisticated Lady - Things Ain't What They Used To Be - What Am I Here For - Come Sunday - Cotton Tail - Day Dream - In A Mellow Tone - In A Sentimental Mood
- Bill Evans — Waltz For Debby - Time Remembered - Blue in Green - Re: Person I Knew
- Gil Evans — Blues For Pablo - So Long - Las Vegas Tango

## F
- Sammy Fain — That Old Feeling - Alice In Wonderland
- Ted FioRito — Toot, Toot, Tootsie
- Carl Fischer — We'll Be Together Again - You've Changed
- Clare Fisher — Pensativa
- Marvin Fisher — When Sunny Gets Blue
- Frank Foster — Shiny Stockings
- George Fragos — I Hear A Rhapsody

## G
- Erroll Garner — Misty - Moonglow
- George Gershwin — Fascinating Rhythm - But Not For Me - I Got Rhythm - Strike Up The band - I Loves You, Porgy - It Ain't Necessarily So - Girl Crazy - Lady, Be Good! - Rhapsody In Blue - Summertime - Somebody Loves Me - Someone To Watch Over Me - Soon - 's Wonderful - They Can't Take That Away From Me - Bidin' My Time - Embraceable You - Love Is Here To Stay - I Got Plenty o' Nuttin'
- Dizzy Gillespie — Anthropology - A Night in Tunisia - Woody'n You - Birk's Works - Con Alma - Groovin' High
- Benny Goodman — A Smooth One - Soft Winds
- Benny Golson — Whisper Not! - Blues March - Along Came Betty - Are You Real - I Remember Clifford
- Johnny Green — Out of Nowhere - Body and Soul
- Maria Grever — What A Difference a Day Made
- Walter Gross — Tenderly
- Gigi Gryce — Yvette - Wild Wood - Melody Express - Mosquito Knees

## H
- Bob Haggart — What's New
- Albert Hague — Young And Foolish
- Jim Hall — Big Blues
- Wouter Hamel — Breezy - Details - As Long as we're in Love - Don't Ask
- Lionel Hampton — Red Top
- Herbie Hancock — Dolphin Dance - Cantaloupe Island - Watermelon Man - Chameleon - Tell Me A Bedtime Story - Maiden Voyage
- Ray Henderson — Bye Bye, Blackbird - The Birth Of The Blues
- Neal Hefti — Li'l Darlin' - Cute - Buttercup - Splanky - Blowin' up a Storm - Why Not? - Girl Talk - Batman Theme - Falling in Love All Over Again - Scoot - Bag-a' Bones - Teddy the Toad
- Arthur Herzog — Don't Explain
- Jimmy Van Heusen — Like Someone In Love - Polka Dots And Moonbeams - But Beautiful - Darn That Dream - Here's That Rainy Day - I Thought About You - It Could Happen To You
- Earl Hines — Rosetta
- Bart Howard — Fly Me To The Moon
- Jimmy Mc Hugh — On the Sunny Side of the Street - Where Are You - Don't Blame Me
- Herman Hupfeld — As Time Goes By

## I
- Masaru Imada

## J
- Antônio Carlos Jobim — Desafinado - How Insensitive (Insensatez) - Garota de Ipanema (The Girl From Ipanema) - One Note Samba - Corcovado (Quiet Nights Of Quiet Stars) - Triste -Wave - Meditation - Chega De Saudade (No More Blues)
- J. J. Johnson — Wee-Dot
- Arthur Johnston — Pennies From Heaven
- Isham Jones — There Is No Greater Love
- Thad Jones — A Child Is Born

## K
- Donald Kahn — A Beautiful Friendship
- Gus Kahn — All God's Chillun Got Rhythm
- Bronislaw Kaper — On Green Dolphin Street - Invitation
- Cab Kaye (A.K. Quaye) — Everything Is Go - Jeannette you are my love - Akwilli waba (red peper)
- Barney Kessel — Swedish Pastry
- John Klenner — Just Friends
- Jerome Kern — All The Things You Are - Ol' Man River - The Way You Look Tonight - A Fine Romance - Pick Yourself Up - The Last Time I Saw Paris - Long Ago and Far Away - Smoke gets in your eyes - The Song Is You - Yesterdays - Dearly Beloved
- Joseph Kosma — Autumn Leaves (Les feuilles mortes)

## L
- Burton Lane — Old Devil Moon - On A Clear Day - How About You
- Turner Layton — After You've Gone
- Michel Legrand — Watch What Happens - What Are You Doing The Rest Of Your Life
- Frederik Leroux — Angular
- John Lewis — Django
- Morgan Lewis — How High The Moon
- Frank Loesser — On A Slow Boat To China - Two Sleepy People - If I Were A Bell - Inchworm
- Frederick Loewe — Almost Like Being In Love - I've Grown Accustomed To Her Face

## M
- Henry Mancini — The Days of Wine and Roses - Moon River - The Pink Panther
- Johnny Mandel — The Shadow Of Your Smile - Emily - The Moon Song
- Gerald Marks — All of Me
- Wynton Marsalis
- Pat Metheny
- Bernie Miller — Bernie's Tune
- Glenn Miller — Moonlight Serenade
- Charles Mingus — Goodbye Porkpie Hat - Fables of Faubus - Open Letter To Duke - Meditations
- Bob Mintzer — Mofongo - Runferyerlife - Mosaic - Horn Man - I Remember Jaco - Blue Hats
- Sidney Mitchell — You Turned The Tables On Me
- Thelonious Monk — Well You Needn't - Misterioso - Bemsha Swing - I Mean You - Ruby My Dear - Jackie-ing - Epistrophy - Round About Midnight - Straight, No Chaser - Little Rootie Tootie - Rhythm-a-Ning - Crepuscule With Nellie - Blue Monk
- Neil Moret — She's Funny That Way
- Joseph Myrow — You Make Me Feel So Young

## N
- Henry Nemo — Tis Autumn
- Sammy Nestico — Ya Gotta Try
- Ray Noble — Cherokee - The Touch Of Your Lips - The Very Thought Of You

## O
- W. Benton Overstreet — There'll Be Some Changes Made
- L. Ostransky — The Anatomy of Jazz

## P
- Charlie Parker — Anthropology - Au Privave - Billie's Bounce - Blues for Alice - Confirmation - Donna Lee - Now's the Time - Scrapple From The Apple - Yardbird Suite - Barbados - Bloomdido
- Gene de Paul — Star Eyes - Teach Me Tonight - You Don't Know What Love Is - I'll Remember April
- Frank Perkins — Stars Fell On Alabama
- Oscar Peterson — Tricotism
- Oscar Pettiford — Blues In The Closet
- Maceo Pinkard — Sweet Georgia Brown - Them There Eyes
- Cole Porter — I've Got You Under My Skin - Night and Day - What Is This Thing Called Love - You'd Be So Nice To Come Home To - You Do Something To Me - Anything Goes - Easy To Love - Ev'ry Time We Say Goodbye - It's All Right With Me - Just One Of Those Things - Love For Sale

## R
- Roger 'Ram' Ramirez — Lover Man
- Ralph Rainger — Easy Living - Thanks For The Memory
- Don Redman — Gee, Baby Ain't I Good To You
- Richard Rodgers — Blue Moon - Falling in Love with Love - My Favorite Things - Isn't It Romantic? - The Most Beautiful Girl In The World - My Romance - Where Or When - My Funny Valentine - The Lady Is A Tramp - Bewitched, Bothered And Bewildered - Wait Till You See Her - Oh What a Beautiful Mornin' - If I Loved You - You'll Never Walk Alone - It Might As Well Be Spring - Sixteen Going on Seventeen - Climb Ev'ry Mountain - Spring is Here - The Surrey With The Fringe On Top - This Can't Be Love - Thou Swell - With A Song In My Heart - You Are Too Beautiful - You Took Advantage Of Me - Blue Room - Dancing On The Ceiling - I Didn't Know What Time It Was - I Could Write A Book - Lover
- Sonny Rollins — Doxy - Oleo - Airegin - Pent Up House - Sonnymoon For Two - Strode Rode - St. Thomas - Tenor Madness - Valse Hot - Alfie's Theme
- Sigmund Romberg — Softly, As In A Morning Sunrise
- Ann Ronnel — Willow Weep For Me
- Harry Ruby — Thinking Of You - Three Little Words

## S
- Edgar Sampson — Stompin' At The Savoy
- Victor Schertzinger — Tangerine
- Arthur Schwartz — You And The Night And The Music - Alone Together - Dancing In The Dark
- Charlie Shavers — Undecided
- George Shearing — Lullaby Of Birdland
- Wayne Shorter — Footprints - Masqualero - Witch Hunt - El Gaucho - One by One - Palladium
- Frank Signorelli — Stairway To The Stars
- Horace Silver — Peace - Sister Sadie - Strollin' - The Preacher - Song For My Father
- Louis Silvers — April Showers
- Jimmy Smith
- Tomasz Stańko
- Sam H. Stept — Please Don't Talk About Me When I'm Gone
- Jack Strachey — These Foolish Things
- Billy Strayhorn — Lush Life - Passion Flower - Take the A Train - Chelsea Bridge - Upper Manhattan Medical Group
- Jule Styne — The Party's Over - People - Things We Did Last Summer - Time After Time - I Fall In Love Too Easily - Just In Time
- John Surman
- Einar Swan — When Your Lover Has Gone
- Kay Swift — Can't We Be Friends

## T
- Jean 'Toots' Thielemans — Bluesette
- Bobby Timmons — Dat Dere - Moanin'
- Juan Tizol — Caravan - Perdido
- Mel Tormé — Born To Be Blue
- Stanley Turrentine — Sugar
- McCoy Tyner — Blues à la Mode

## V
- Marcos Valle — Summer Samba
- Joe Vanenkhuizen — Adieu Inspirer - All Waltz - Beatitude - Blues for Roger - Djancholy - Eurhythmos - Euro Dance - Freedom Waltz - Homing Instinct - It's a Nav vy Waltz - Jean Feve - Love Match - Luctor et Emergo - M.C my Dear - Melancho - Minouet - Mom's Delight - Nanny - Native Soil - Quinte Sens - Sunday the 19th - The Essential Waltz - The Original Threestep - Tootstones - Victory Boogie Waltz - Waltz Ahead - Waltz a ning - Waltzissimo - Waltzology - Waltz Unlimited.

## W
- Mal Waldron — Soul Eyes
- Fats Waller — Honeysuckle Rose - Ain't Misbehavin' - Black And Blue
- Harry Warren — The More I See You - September in the Rain - There Will Never Be Another You - You're My Everything - Lulu's Back In Town
- Ned Washington — When You Wish Upon A Star
- Paul Weston — I Should Care
- Spencer Williams — Basin Street Blues
- Meredith Willson — Till There Was You
- Tommy J. Wolf jr. — Spring Can Really Hang You Up the Most
- George Wright — Baubles, Bangles and Beads

## Y
- Vincent Youmans — Tea for Two - Sometimes I'm Happy - Time on My Hands - Without a Song
- Lester Young — Tickle-Toe
- Victor Young — Stella By Starlight - Sweet Sue - Weaver Of Dreams - When I Fall in Love - Beautiful Love - I Don't Stand A Ghost Of A Chance With You

## Z
- Joe Zawinul — Birdland - Mercy, Mercy, Mercy - Badia - In a Silent Way - Orange Lady - Ascent - A Remark You Made - Cannon Ball - Mr. Gone - Directions - Midnight Mood - Black Market - Pharaoh's Dance